# Parafia św. Mikołaja w Tatitlek
Parafia św. Mikołaja – parafia prawosławna w Tatitlek. Jedna z 9 parafii tworzących dekanat Kenai diecezji Alaski Kościoła Prawosławnego w Ameryce.